# Lajos Kassák
Lajos Kassák (n. 20 martie 1887, Érsekújvár, actualmente în Slovacia - d. 22 iulie 1967, Budapesta) a fost un scriitor maghiar.

## Viața
Susținător al formării Republicii Sovietice Ungaria, după căderea acestei republici, a emigrat la Viena în 1927.
A fost reprezentantul cel mai de seamă al poeziei maghiare de avangardă, creația sa însumând mai multe experiențe, printre care cea a mișcării dadaiste. A „cochetat” cu mișcările artistice de avangardă din alte țări, fiind și publicist al revistei românești de avangardă Contimporanul.
Ulterior, opera sa poetică a dobândit trăsături umaniste, de armonie și echilibru, uneori cu inflexiuni elegiace.
De asemenea, a scris o proză de reprezentare realistă a vieții, după modelul lui Gorki, cu trăsături autobiografice.

## Scrieri
- 1915: Lumea meseriașilor (Mesteremberek)
- 1922: Rugurile cântă (Máglyák énekelnek)
- 1928/1939: Viața unui om (Egy ember élete)
- 1962: Iubire, iubire (Szerelem, szerelem).

A fondat revistele: A Tett, Ma, Kórtars, Dokumentum.